# 이청 (가수)
이청(본명: 전혜경, 1979년 12월 ~ )은 대한민국의 가수이다.

## 학력
- 서울예술대학교 연극학과 졸업

## 음반
- 2008년 여자여 일어나라
- 2010년 황조가
- 2015년 돌아와
- 2017년 12월의 남자